# Nesippus orientalis
Espèce
Synonymes
- Nesippus alatus Wilson C.B., 1905[2]
- Nesippus angustatus (Beneden, 1892)[2]
- Nesippus australis Heegaard, 1962[2]
- Nesippus incisus Heegaard, 1962[2]
- Nesippus ornatus Thomsen, 1949[2]
- Nessipus orientalis Heller, 1865[2]

Nesippus orientalis est une espèce de crustacés copépodes de la famille des Pandaridae qui se rencontre notamment sur le corps des requins.